# マチゲリータ
マチゲリータ（1990年1月24日 - ）は、日本の音楽家。男性。主に音声合成技術VOCALOIDをヴォーカルに用いた楽曲を発表するボカロPとして活動し、作詞・作曲だけでなく歌や生放送、小説の執筆やイラストの制作、デザインなど多岐にわたる活動を精力的に行っていたが、現在は事実上の引退状態となっている（後述）。

## 経歴
2007年、VOCALOID初音ミクを使用した楽曲「電子」を動画投稿サイトニコニコ動画に投稿し、それを始めとしてネット上を主なフィールドとする音楽家としての活動を始めた。
名前の由来は、2ちゃんねるのボカロスレにおいて、自作動画と間違えて無関係の動画を貼ってしまった際の痛恨の叫び「／(^o^)＼マチゲリータ」であり、そのままP名になってしまった。
これまでに使用されたVOCALOIDは、初音ミク、鏡音リン・レン、MEIKO、KAITO、がくっぽいど、巡音ルカ、初音ミクAppend、メグッポイド、鏡音リンAppend、VY2、蒼姫ラピスであり、非常に多彩なVOCALOIDを操っている。ホラー・不気味系の曲に定評がある。また切ない曲、ハロウィン曲にも定評がある。
また、作詞作曲だけでなく、イラストや動画制作など動画投稿に必要な様々なことを自身ですることができ、2012年にはメジャーデビュー、CDを発売し、同時期に自身が執筆する小説も発売し自身の活動の幅を広げた。
その他にも服飾デザイン、楽曲提供やコラボレーションなども行っていたが、2019年初め頃に自身のSNSの更新が停止し、所属していたTOKYO LOGICのサイトからも該当ページが削除された。
2024年、TOKYO LOGIC代表の村田裕作氏のX（旧Twitter）にて「現在は引退してサラリーマンをやっている」と明かされた。

## 「マチゲリータ」としての提供作品

### アーティスト
- 春奈るな
  - 『Overfly』（シングル、2012年11月28日発売）
「魔法の城、真実の書物。」を提供[3]。
  - 『君がくれた世界』（シングル、2013年5月15日発売）
「煌めく星の病」を提供。
  - 『OVERSKY』（アルバム、2013年8月21日発売）
「終焉の魔法、終天の真意。」を提供[4]。
- SOPHIA
  - 『未来大人宣言』（アルバム、2013年3月6日発売）
収録曲「Mute reality」のVOCALOIDマニピュレートを担当[5]。
- けけ(ヶ´∀｀)
  - 『コズミケアリスワンダラン』（シングル、2013年4月23日発売）
「コズミケアリスワンダラン」「スウィイトポイズンファクトリィ」「ワンダランクロウラア」作詞、作曲、編曲、プロデュース[6]。
  - 『けけけのけ feat.マチゲリータ』（シングル、2014年7月1日発売）タワーレコード限定発売。
「けけけのけ」「魂の炎」作詞、作曲、編曲、プロデュース。
- 小野恵令奈
  - 『ERENA』初回生産限定盤B（アルバム、2013年6月19日発売）
「エレティカ」を提供（初回生産限定盤B Disc2に収録）[7]。
- dj TAKA（石川貴之の別名義）
  - 『True Blue...』（アルバム、2013年12月25日発売）
「memories -90's Visual Kei is Extasy-」を提供（Disc2に収録）[8]。
- AKIRA
  - 『キリエ・トロイメンの調べ』（シングル、2015年1月21日発売）
「キリエ・トロイメンの調べ」を提供[9]。

### ゲーム音楽
- 『初音ミク -Project DIVA- Arcade- Original Song Collection』（2010年7月7日発売）
『崩壊歌姫 -disruptive diva-』収録。
- KONAMI音楽ゲームBEMANI『SOUND VOLTEX BOOTH』（2012年1月18日発表）[10]
『凛として咲く花の如く スプーキィテルミィンミックス』リミックス楽曲提供。
- KONAMI音楽ゲームBEMANI『SOUND VOLTEX BOOTH』（2012年3月28日発表）[11]
『不思議玩具ガンガラディンドン』提供。
- 『「ガンスリンガー ストラトス」オリジナルサウンドトラック』（2013年11月2日発売）[12]
『Bouquet de Fleurs de neige』収録。
- 『アイドルマスター シンデレラガールズ スターライトステージ』
『双翼の独奏歌』作詞。（2017年8月21日配信）

### その他
- 『しんがー・そんぐ・らいてぃんぐ(LOiD-03)』（2012年3月28日発売）
ビクターエンタテインメントより発売のコンピレーション・アルバム。『キャンディアディクトフルコォス』セルフカバー収録。[13]
- 『ケラ!ソン 〜KERA SONGS 13th Anniversary Collection〜』（2012年4月25日発売）収録楽曲『原☆宿』のアレンジを担当。[14]
- 『ツキウタ。 1月睦月始「氷輪紫鬼」』（2013年1月11日発売）
株式会社ムービックより発売のドラマ・音楽CD。1月キャラクターボイス 鳥海浩輔。「氷輪紫鬼」「慕情春海〜比翼篇〜（原曲:春の海）」作詞、作曲、編曲。[15]
- 『ツキウタ。 1月花園雪「六花撫子」』（2013年1月11日発売）
株式会社ムービックより発売のドラマ・音楽CD。1月キャラクターボイス 今井麻美。「六花撫子」「慕情春海〜愛染篇〜（原曲:春の海）」作詞、作曲、編曲。
- 『ツキウタ。 デュエットシリーズ（年長組1）　睦月始＆弥生春「恋忘れ草」』（2014年1月24日発売）
株式会社ムービックより発売のドラマ・音楽CD。キャラクターボイス 鳥海浩輔＆前野智昭。「恋忘れ草」作詞、作曲、編曲。[16]
- 『MRML -MOtOLOiD ROCK MUSIC LIVE! RALLY-』（MOtOLOiD、2014年4月27日発売）
「id(iot)ealist Song」を提供。
- 『邪気眼』（MOtOLOiD、2014年12月30日発売）
コンピレーションアルバム。「禍福島」を提供。
- 『ツキウタ。シリーズ　睦月 始「嗚呼。髪を撫でて、頬を撫でて、御前を愛してやる。」』（2015年11月7日発売）
株式会社ムービックより発売のドラマ・音楽CD。1月キャラクターボイス 鳥海浩輔。「嗚呼。髪を撫でて、頬を撫でて、御前を愛してやる。」「睦の月」作詞、作曲。
- 『ツキウタ。シリーズ　花園雪「はらり」』（2016年7月15日発売）
株式会社ムービックより発売のドラマ・音楽CD。1月キャラクターボイス 今井麻美。「はらり」「碧落」作詞、作曲。
- 『ツキステ。第二幕・月歌奇譚～夢見草～劇中歌　メインテーマ「夢見草」』（2016年11月25日発売）
株式会社ムービックより発売の音楽CD。「夢見草」作詞、作曲。
- 『ツキステ。第四幕～Lunatic Party～劇中劇　メインテーマ「Lunatic Party」』
- 『ツキステ。第四幕～Lunatic Party～劇中歌　年長組「赫イ月」
- 『ツキステ。第四幕～Lunatic Party～劇中歌　年中組「DEAD☨DANCE」
- 『ツキステ。第四幕～Lunatic Party～劇中歌　年少組「Little Monster～僕らは小さき者～」
株式会社ムービックより発売の音楽CD。作詞、作曲※上記4曲共通。
- 『「ツキウタ。」キャラクターCD・4thシーズン2　睦月 始「紫月夜」(CV：鳥海浩輔）』（2019年1月25日発売）
株式会社ムービックより発売のドラマ・音楽CD。1月キャラクターボイス 鳥海浩輔。「紫月夜」作詞、作曲。
- 『「ツキウタ。」キャラクターCD・3rdシーズン2　花園 雪「徒花」（CV：今井麻美）』（2019年1月25日発売）
株式会社ムービックより発売のドラマ・音楽CD。1月キャラクターボイス 今井麻美。「徒花」作詞、作曲。
- 『「ツキウタ。」シリーズ　SixGravityベストアルバム２「黒望月」』（2019年9月13日発売）
株式会社ムービックより発売のドラマ・音楽CD。1月キャラクターボイス 鳥海浩輔。「initium～始告氷輪～」作詞、作曲。
- 『「ツキウタ。」キャラクターCD・5thシーズン2　睦月 始＆弥生 春「春冬花」』（2023年1月27日発売）
株式会社ムービックより発売のドラマ・音楽CD。キャラクターボイス 鳥海浩輔＆前野智昭。「春冬花」作詞、作曲。
- 『「ツキウタ。」キャラクターCD・4thシーズン2　花園 雪＆如月 愛「フタリノヒカリ」』（2023年8月25日発売）
株式会社ムービックより発売のドラマ・音楽CD。1月キャラクターボイス 今井麻美。「謌」作詞、作曲。

## 「CANDYBOY」としての提供作品
- 『MDML -MOtOLOiD DANCE MUSIC LIBRARY-』（MOtOLOiD、2013年12月31日発売）
「Tokimeite Tonight」を提供。
- 『モンスターハンター コンピレーション RE:MIX チップチューン』（カプコン セルピュータレーベル、2014年7月2日発売）
「炎国の王妃 〜 テオ・テスカトル&ナナ・テスカトリ(The Blod of Machigerita Remix)」を提供。[17]
- 『MDML2 -MOtOLOiD DANCE MUSIC LIBRARY 2-』（MOtOLOiD、2014年8月16日発売）
「SnipSnip!Murder(feat.Machigerita)」を提供。

## 「マチゲリータ」としての活動作品

### シングル
- 『ゆめにっき の ため の ワルツ』（2012年4月27日発売）
  1. ゆめにっき の ため の ワルツ
  2. ゆめ の うた
  3. ゆめ の おはなし
  4. ゆめにっき の ため の ワルツ (カラオケ)
  5. ゆめ の うた (カラオケ)
  6. ゆめ の おはなし(カラオケ)

### アルバム
- 『マチゲ箱』（2013年11月20日発売）
  1. ぼくのうた
  2. ゾンビソング
  3. タロンギ
  4. 蛞蝓とビガゾー
  5. 月光と黒
  6. スウィイトポイズンファクトリィ
  7. キャンディアディクトフルコォス
  8. 夏と廊下と花畑
  9. ツギハギ惨毒
  10. スペルオブハロウズ
  11. ハロウィンパティスリトリカトルカ
  12. ドリィムメルティックハロウィン

### カバーアルバム
- 『In Other Worlds』（2012年7月25日発売）
  1. 淑女ベリィの作り方。／赤飯
  2. ロッテンガールグロテスクロマンス／みーちゃん
  3. サンセットラブスーサイド／マコト（ex.ドレミ團）
  4. ツギハギ惨毒／団長（NoGoD）
  5. 崩壊歌姫 -disruptive diva-／みーちゃん
  6. キャンディアディクトフルコォス／赤飯
  7. 襟首／団長（NoGoD）
  8. 逆罪行進曲／マコト（ex.ドレミ團）
  9. インアザーワールズ／マチゲリータ

- 『I Love Visualizm feat. 初音ミク produced by マチゲリータ』（2012年7月25日発売）
- （）内オリジナル・アーティスト
  1. 涙猫 feat. 初音ミク （メガマソ）
  2. 未完成サファイア feat. GUMI （少女-ロリヰタ-23区）
  3. Vanilla feat. 神威がくぽ （GACKT）
  4. クライシスモメント feat. 初音ミク （MERRY）
  5. アトリア feat. 鏡音リン （NoGoD）
  6. 女々しくて feat. 初音ミク・鏡音リン・鏡音レン・巡音ルカ・GUMI・神威がくぽ・VY2 （ゴールデンボンバー）
  7. BOYS&GIRLS feat. 鏡音レン （LM.C）
  8. 夏恋 feat. 巡音ルカ （シド）
  9. 黒い砂漠 feat. 巡音ルカ （jealkb）
  10. スノーシーン feat. GUMI （アンティック-珈琲店-）
  11. キスミイスノウ feat. 初音ミク （アヤビエ）
  12. ニルヴァーナ feat. 鏡音リン （ムック）
  13. 真っ赤な糸 feat. 鏡音レン （Plastic Tree）
  14. ブルーフィルム feat. VY2 （cali≠gari）
  15. lost graduation feat. 鏡音レン （Raphael）

### 自主制作作品
| タイトル         | 収録曲 | 規格 | 販売生産番号 | レーベル／配信先 | 発売日／備考                                                                                      |
| ---------------- | --- | ---- | ------------ | ---------------- | ------------------------------------------------------------------------------------------------- |
| 世界を進む世界。 | - 1 『叙文「世界を進む世界。」』 - 2 『毒姫』 - 3 『最果の月』 - 4 『Dr.NINE』 - 5 『宝石世界〜world of jewels〜』 - 6 『結末と星』 - 7 『舞踏会にさよなら』 - 8 『姫の墓』 - 9 『跋文「世界を進む世界。」』                                                                   | CD   | TGOP-0001    | 自主制作         | 2010年5月5日 ボーカル:このりとのユニットThe grave of princess名義 第25回M3 (同人) 頒布 ※廃盤      |
| alone            | - 1『alone』(インストゥルメンタル) - 2『夏と廊下と花畑』(feat.初音ミク) - 3『タロンギ』(feat.鏡音レン) - 4『密室サイレント』(feat.初音ミク) - 5『ハズルーズ・レイジバック』(feat.GUMI) - 6『アローン』(feat.初音ミク) - 7 ボーナストラック(マチゲリータ本人歌唱版『アローン』) | CD   | MCG-0006     | 自主制作         | 2011年9月6日 TSUTAYAオンラインショッピングにて数量限定発売 ※生産中止                              |
| 讃美する行進     | - 1『讃美する行進』 - 2『手首自傷症候群』 - 3『我々教教典』 - 4『♡＊：.｡..｡.：＊ぉひめさま＊：.｡..｡.：＊♡』 - 5『虚人』 | CD   | MCG-0007     | MOtOLOiD         | 2014年10月26日 ボーカル:マチゲリータ M3 (同人) 2014秋 頒布 ネットショップMCG Clothingにて通信販売 |

### 配信
- 『モアモアワールド』（KarenT、2010年1月30日発売）
  - 初音ミク発売元のクリプトン・フューチャー・メディア直営のレーベルKarenTより発売。ネット配信のみ。

  1. モアモアワールド(feat.巡音ルカ)
  2. 夢ノ島(feat.巡音ルカ)
  3. モアモアワールド(piano arranged)(feat.巡音ルカ)
- 『月光トータルイクリプス』（KarenT、2010年2月17日発売）
  - 初音ミク発売元のクリプトン・フューチャー・メディア直営のレーベルKarenTより発売。ネット配信のみ。

  1. 月光トータルイクリプス(feat.KAITO)
  2. セパレイティヴ・ラブ(feat.KAITO)
  3. スターリー・スカイ・プレイヤー(feat.KAITO)
- 『桜花繚乱』（KarenT、2010年3月24日発売）
  - 初音ミク発売元のクリプトン・フューチャー・メディア直営のレーベルKarenTより発売。ネット配信のみ。

  1. 桜花繚乱・凛(feat.鏡音リン)
  2. 桜花繚乱・美(feat.初音ミク)
  3. 桜花繚乱・流(feat.巡音ルカ)
- 『ハロウィンモンスタァパーティナイト』（KarenT、2012年10月31日発売）
  - 初音ミク発売元のクリプトン・フューチャー・メディア直営のレーベルKarenTより発売。

  1. ハロウィンモンスタァパーティナイト(feat.初音ミク&鏡音リン&鏡音レン&MEIKO&KAITO)
- 『ドリィムメルティックハロウィン』（KarenT、2012年10月31日発売）
  - 初音ミク発売元のクリプトン・フューチャー・メディア直営のレーベルKarenTより発売。

  1. ドリィムメルティックハロウィン(feat.初音ミク&鏡音リン&鏡音レン&巡音ルカ&MEIKO&KAITO&がくっぽいど)
- 『パンプキンヘッドスプーキィダンス』（KarenT、2012年10月31日発売）
  - 初音ミク発売元のクリプトン・フューチャー・メディア直営のレーベルKarenTより発売。

  1. パンプキンヘッドスプーキィダンス(feat.初音ミク)
- 『ハロウィンパティスリトリカトルカ』（KarenT、2012年10月31日発売）
  - 初音ミク発売元のクリプトン・フューチャー・メディア直営のレーベルKarenTより発売。

  1. ハロウィンパティスリトリカトルカ(feat.初音ミク&鏡音リン&巡音ルカ)

### 小説
- 『暗い森のサーカス』PHP研究所、2012年7月27日発売、単行本 四六判 303ページ、ISBN 4569805647
- 『キャンディ アディクト フルコォス』朝日新聞出版、2013年7月19日発売、単行本 四六判 320ページ、ISBN 9784022510921
- 『闇の国 ハロウズ』PHP研究所、2013年12月20日発売、単行本 新書判 253ページ、ISBN 4569816320
- 『陰暗森林的馬戲團』（『暗い森のサーカス』台湾版）高嬅珍訳、台灣東販、2014年1月24日発売、単行本 264ページ、ISBN 978-986-331-243-7
- 『キャンディ アディクト フルコォス』朝日エアロ文庫、2014年11月20日発売、文庫 A6判 364ページ、ISBN 9784022683014

### その他書籍
- 漫画『ゆめにっき』（2014年5月22日発売）原案担当
出版社:竹書房、漫画:富沢ひとし、原作:ききやま、WEBコミックガンマ（旧:まんがライフWIN＋）に掲載。掲載期間:2013年5月20日 - 2014年3月13日[19][20]